# Ratu Naisa Narukutabua
Pas d'image ? Cliquez ici

a Compétitions nationales et continentales officielles uniquement.

b Matchs officiels uniquement.
Dernière mise à jour le 17 août 2018.
Ratu Naisa Narukutabua, né le 11 mars 1982 à Nayawa, est un joueur fidjien de rugby à XV et de rugby à sept qui évolue aux postes de centre et d'ailier.

## Biographie
Ratu Naisa Narukutabua, natif du village de Nayawa, est le neveu de Aminiasi Naituyaga (pl), l'un des vainqueurs de la Coupe du monde de rugby à sept 1997.
Il connaît une expérience internationale dans le rugby à sept. Alors qu'il évolue avec l'équipe de la province de Nadroga, il est tout d'abord pré-sélectionné dans l'effectif étendu pour des stages de préparation. Il est ensuite appelé en mars 2008 par l'entraîneur Josateki Savou dans le groupe final destiné à disputer les tournois de Hong Kong et d'Adélaïde de la série mondiale ; il joue ainsi ses premiers matchs internationaux lors du premier de ces deux tournois. Une blessure au genou l'éloigne du circuit mondial au début de l'année 2009.
À l'intersaison 2009, il signe un contrat professionnel de deux saisons en Europe, avec l'US Dax en Pro D2,. Sa deuxième saison au club est marquée par les blessures,,.
Après un bref retour dans son pays natal, Narukutabua rejoint la SuperLiga, le championnat de Roumanie, devenant ainsi le premier Fidjien à signer un contrat professionnel avec un club roumain, en l’occurrence le RCJ Farul Constanța. Il est ainsi nommé meilleur joueur du championnat lors de la 8e journée. L'équipe de Constanța atteint les play-off de la saison 2012, se classant finalement à la 4e place. Il quitte le club après cette saison, et retourne aux Fidji pour évoluer avec la province de Nadroga.